# Maksim Afinogenov
Maksim Sergeevič Afinogenov (in russo Макси́м Серге́евич Афиноге́нов?; Mosca, 4 settembre 1979) è un hockeista su ghiaccio russo.

## Palmarès

### Olimpiadi invernali
- 1 medaglia:
  - 1 bronzo (Salt Lake City 2002)

### Mondiali
- 4 medaglie:
  - 1 oro (Canada 2008)
  - 2 argenti (Svezia 2002; Germania 2010)
  - 1 bronzo (Austria 2005)